# Класифікація фітоценозів фізіономічна
Класифікація фітоценозів фізіономічна — ієрархія синтаксономічна, що має критеріями  класифікації фізіономічні ознаки рослинності (спектри участі різних життєвих форм). Фізіономічні ознаки найбільш виправдані при складанні оглядових дрібномасштабних геоботанічних карт. Так, наприклад, на основі фізіономічних критеріїв складено легенду до геоботанічної карти світу, створюваної під егідою ЮНЕСКО. Можливості фізіономічної класифікації фітоценозів зростають у зв'язку з широким використанням аерофотозйомок та зйомок з космосу, результати яких дешифруються переважно на основі фізіономічних ознак рослинності.
Між фізіономічними і флористичними класифікаціями фітоценозів (побудованими на основі флористичної композиції) є деякі паралелі, однак повної адекватності немає. Перевагою фізіономічної класифікації фітоценозів є її економічність: вона не вимагає гігантських вкладень праці для операції індуктивної побудови синтаксономічної ієрархії, що лежать в основі флористичних класифікацій. У той же час використання фізіономічної класифікації фітоценозів для складання карт великого масштабу або оглядів рослинності окремих районів невиправдано, адже нижчі одиниці фізіономічної класифікації фітоценозів, що виділяються на основі  домінантів, занадто численні, невизначені по екологічному обсягу і нестійкі в часі (див. домінантні типи).